# Alsvampmal
Alsvampmal (Nemapogon clematellus) är en fjärilsart som först beskrevs av Fabricius 1781.  Alsvampmal ingår i släktet Nemapogon, och familjen äkta malar. Enligt den finländska rödlistan är arten nära hotad i Finland. Arten är reproducerande i Sverige. Artens livsmiljö är naturlundskogar.